# Émancipation ! Tendance intersyndicale
Pour les articles homonymes, voir Émancipation.
Émancipation ! Tendance intersyndicale est une tendance syndicale et pédagogique née en 2002, héritière de l'École émancipée. Elle publie la revue L'Émancipation syndicale & pédagogique.

## Origines
Émancipation ! Tendance intersyndicale est fondée par des syndicalistes issus de l'École émancipée lorsque cette tendance syndicale active et antibureaucratique (selon Jean Mourot) passe sous le contrôle de la Ligue communiste révolutionnaire au tout début des années 2000. Ces militants disent souhaiter continuer le combat engagé par leurs devanciers tout au long du XXe siècle.

## Composition
Elle regroupe « des membres de la FSU, de SUD Éducation, de la CNT, de la CGT de l’ UNL et d'autres syndicats selon les départements »,.

## Activités d'édition
Depuis octobre/novembre 2003, elle publie la revue L'Émancipation syndicale & pédagogique,, qui fait suite à L'École émancipée (créée en 1910).
En plus du périodique, Émancipation syndicale & pédagogique a contribué à l'édition d'un ouvrage :
- Gaëtan Le Porho, Syndicalisme révolutionnaire et éducation émancipatrice - L'investissement pédagogique de la fédération unitaire de l'enseignement 1922-1935, Émancipation syndicale & pédagogique, Éditions Noir et Rouge, 2016, (BNF 45126695)[6].